# Talking Machine World
Die Talking Machine World, auch The Talking Machine World, war eine in monatlichen Zyklen erscheinende Fachzeitschrift aus New York, die sich überwiegend dem Themenbereich Musik sowie dem dazugehörigen Umfeld widmete. Ergänzend berichtete die TMW über die zur musikalischen Unterhaltung benötigten technischen Gerätschaften, Tonträger und käuflichem Zubehör.

## Geschichte

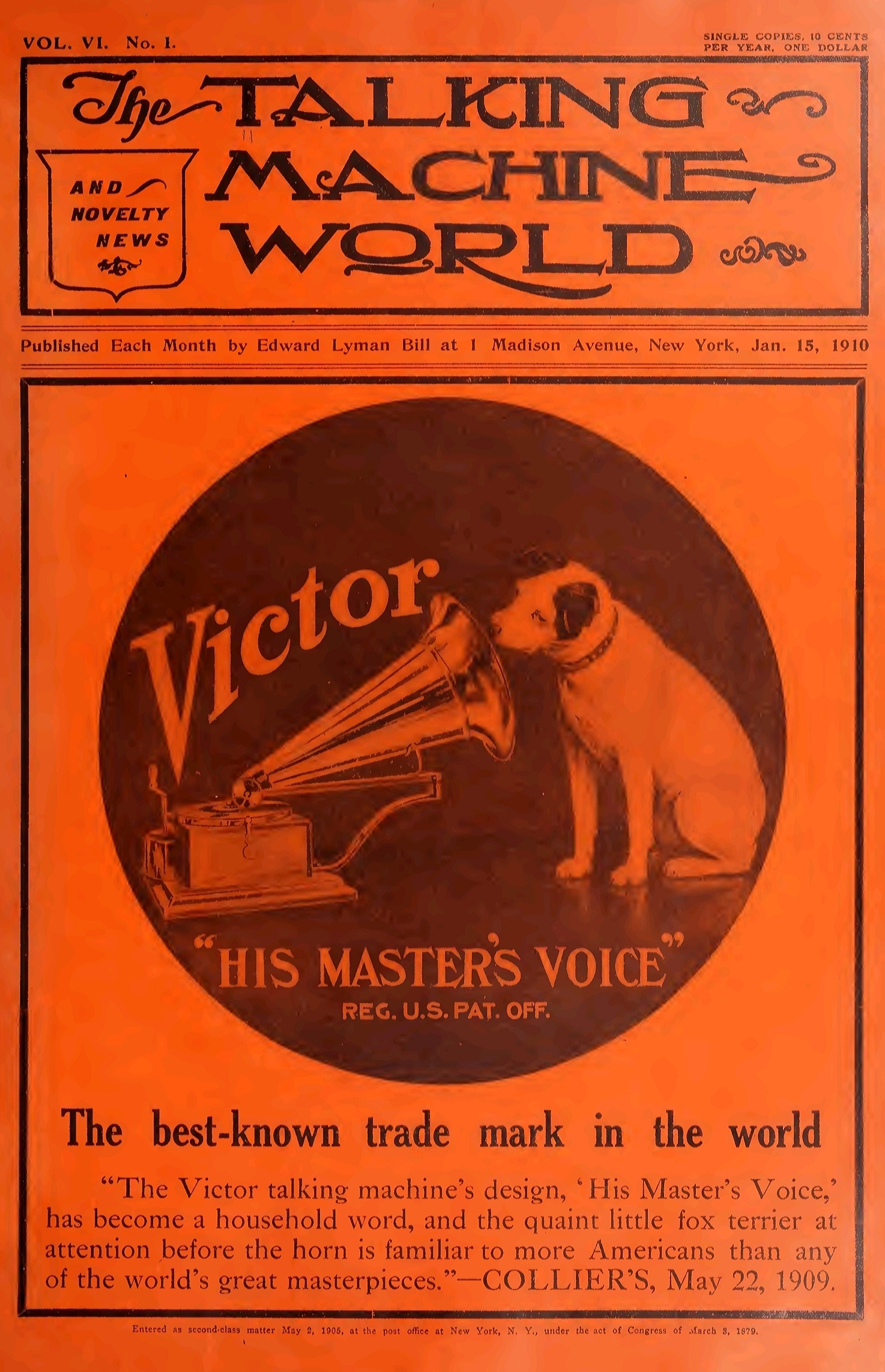
Einband der Talking Machine World vom 15. Januar des Jahres 1910.

Die Talking Machine World wurde von Edward Lyman Bill gegründet und bis zu seinem Tode im Jahr 1916, danach durch seinen Sohn Raymond Bill, herausgegeben. Die erste Ausgabe erschien am 15. Januar 1905, noch in bescheidenem Umfang, mit dem Anspruch „einen Bogen zwischen Herstellern und Käufern von Sprechmaschinen schlagen zu wollen“. In Umsetzung jener Ankündigung berichtete die TMW fortan über die neuesten Entwicklungen am gerade sich im Entstehen befindlichen Musikmarkt in den Vereinigten Staaten, aber auch zu Entwicklungen in Kanada und dem Vereinigten Königreich. Hierin eingeschlossen waren Annoncen in werblicher Form, die gesamte Palette an erhältlichen Produkten umspannend.
Mit Fortschreibung der zur Mitte eines jeweiligen Monats erscheinenden Veröffentlichungen entwickelte sich die Talking Machine World zum einen der wichtigsten Fachmagazine hinsichtlich der Besprechung von Phonographen, Graphophonen und Grammophonen sowie von Phonographenwalzen und Schellackplatten. Infolgedessen steigerte sich der Umfang erheblich auf bis zu zweihundert Seiten – die Erstausgabe lag noch bei bescheidenen fünfundzwanzig Seiten – pro Ausgabe ab dem Jahr 1920. Das endgültige und prägende Umschlagdesign, gehalten in orangefarbenem Tonpapier mit hochwertigem Druck, fand seine eine Einführung bereits mit der Januarausgabe des Jahres 1906 und wurde bis zur Umbenennung am Ende des Jahres 1928 beibehalten sowie darüber hinaus später in gleicher Art und Weise von dem nachfolgenden Magazin, der Talking Machine World & Radio Music Merchant, welches sich auch mit Rundfunkgeräten befasste, übernommen. Dessen publizistische Aktivitäten waren marginal und betrafen einzig, bis zur Einstellung der Veröffentlichungen, das Jahr 1929.